# Carpelimus gracilis
Carpelimus gracilis é uma espécie de insetos coleópteros polífagos pertencente à família Staphylinidae.
A autoridade científica da espécie é Mannerheim, tendo sido descrita no ano de 1830.
Trata-se de uma espécie presente no território português.